# モーリシャス (英連邦王国)

モーリシャス
Mauritius (英語)

国の標語: Stella Clavisque Maris Indici（ラテン語）
インド洋の星と鍵であれ国歌: Motherland（英語）
母国

モーリシャスの位置

モーリシャス（英語: Mauritius）は、アフリカ東方のインド洋上にあった立憲君主制国家である。英連邦王国の一つ。1992年に共和制に移行し、現在のモーリシャス共和国となった。

## 歴史
1968年3月12日、イギリス領モーリシャスは独立を達成し、英連邦王国の一つであるモーリシャスとなった。
だがクレオール人とイスラム教徒が衝突し、1969年にポール・レイモン・ベランジュが中心となりモーリシャス闘争運動(MMM)が結成されるなど内政は決して安定していなかった。
1992年3月12日に共和国宣言し、現在のモーリシャス共和国になった。

## 政治
立憲君主政体の国家で、英連邦王国の一国。元首（モーリシャス国王）はエリザベス2世であり、国王の名代として総督が派遣されていた。